# 拉让蒂耶尔区
拉让蒂耶尔区（法語：arrondissement de Largentière）是法国奥弗涅-罗讷-阿尔卑斯大区阿尔代什省的一个区。在2017年1月阿尔代什省的区重组之后，该区有141个市镇。